# Hyundai i20 WRC
Der Hyundai i20 WRC ist ein World Rally Car (WRC) von Hyundai für den Einsatz in der Rallye-Weltmeisterschaft. Er basiert auf dem Kleinwagen Hyundai i20 und wurde auf dem Pariser Autosalon 2012 enthüllt. Mit dem i20 WRC kehrte Hyundai nach zehn Jahren Abwesenheit in die Rallye-Weltmeisterschaft zurück. Es wurde zwischen 2014 und 2016 eingesetzt und 2017 durch den Hyundai i20 Coupe WRC ersetzt.
Das Auto hatte seinen ersten Pflichtauftritt bei der Rallye Monte Carlo 2014. Es wurde von Hyundai Motorsport, mit Sitz in Alzenau, gebaut und unterhalten. Die Rallye-Weltmeisterschaft 2014 bestritten die Fahrer Thierry Neuville, Juho Hänninen, Chris Atkinson, Hayden Paddon und Dani Sordo für das offizielle Hyundai Shell World Rally Team.

## Technische Daten
| Technische Details 2014er Modell |                                                  |
| Datenbezeichnung                 | Beschreibung                                     |
| Motor                            |                                                  |
| Motorbauweise                    | Vierzylinder mit Turboaufladung                  |
| Höchstdrehzahl                   | 6000/min                                         |
| Drehmoment                       | 400 Nm bei 5000/min                              |
| Luftmengenbegrenzer              | 33 mm (FIA-Norm)                                 |
| Kraftübertragung                 |                                                  |
| Kraftübertragung                 | Allradantrieb                                    |
| Getriebe                         | Sequenzielles 6-Gang-Getriebe                    |
| Kupplung                         | Keramik-Metall Zweischeiben                      |
| Fahrwerk                         |                                                  |
| Vorder-/Hinterachse              | MacPherson-Federbeine mit einstellbaren Dämpfern |
| Lenkung                          | Zahnstangenlenkung mit Servo                     |
| Bremsen                          | Innenbelüftete Brembo-Scheibenbremsen            |
| Räder                            | 8×18 Zoll (Asphalt) 7×15 Zoll (Schotter)         |
| Reifenmarke                      | Michelin                                         |
| Karosserie                       |                                                  |
| Bauart                           | Verstärkte Serien-Stahlkarosserie (FIA-Norm)     |
| Spurweite                        | 1610 mm                                          |
| Fahrleistung                     |                                                  |
| Beschleunigung                   | 4 s (0–100 km/h)                                 |
| Höchstgeschwindigkeit            | bis 200 km/h                                     |
| Tank                             | 80 Liter                                         |